# (841) Arabella
(841) Arabella ist ein Asteroid des Hauptgürtels, der am 1. Oktober 1916 vom deutschen Astronomen Max Wolf in Heidelberg entdeckt wurde.